# Burnsbaloghia
Burnsbaloghia là một chi thực vật có hoa trong họ, Orchidaceae.